# Sarıyar, Yıldızeli
Sarıyar là một xã thuộc huyện Yıldızeli, tỉnh Sivas, Thổ Nhĩ Kỳ. Dân số thời điểm năm 2011 là 1.596 người.